# Leucoptilon concretum
Leucoptilon concretum е вид птица от семейство Muscicapidae.

## Разпространение
Видът е разпространен в Бруней, Китай, Индия, Индонезия, Лаос, Малайзия, Мианмар, Тайланд и Виетнам.